# Doriprismatica plumbea
Doriprismatica plumbea is een slakkensoort uit de familie van de Chromodorididae. De wetenschappelijke naam van de soort is voor het eerst geldig gepubliceerd in 1877 door Pagenstecher.